# Улица Кливеру
Улица Кли́веру (латыш. Klīveru iela) — улица в Курземском районе города Риги, в историческом районе Агенскалнс, на Кливерсале. Пролегает в северо-восточном направлении от улицы Валгума до улицы Хуго Целминя; с другими улицами не пересекается.
Общая длина улицы Кливеру составляет 90 метров, на всём протяжении асфальтирована. Движение двустороннее, по одной полосе в каждом направлении. Общественный транспорт по улице не курсирует.

## История
Улица Кливеру впервые показана на городских планах за 1880/1883 год под своим нынешним названием (нем. Klüverstrasse, рус. Клюверная (Клюверская) улица), которое никогда не изменялось. Однако без названия она обозначена уже на городском плане 1803 года.
Застройка по чётной стороне улицы к настоящему времени полностью утрачена.

## Примечательные объекты
- Наиболее интересными в архитектурном отношении являются два угловых дома в начале и конце улицы (№ 1 по ул. Кливеру и № 18 ул. Хуго Целминя), построенные в начале XX века в стиле национального романтизма.
- На стенах и потолке дома № 1a (во дворе позади дома № 1) частично сохранились фрески начала XX века, в 2017 году признанные памятником архитектуры государственного значения[5].

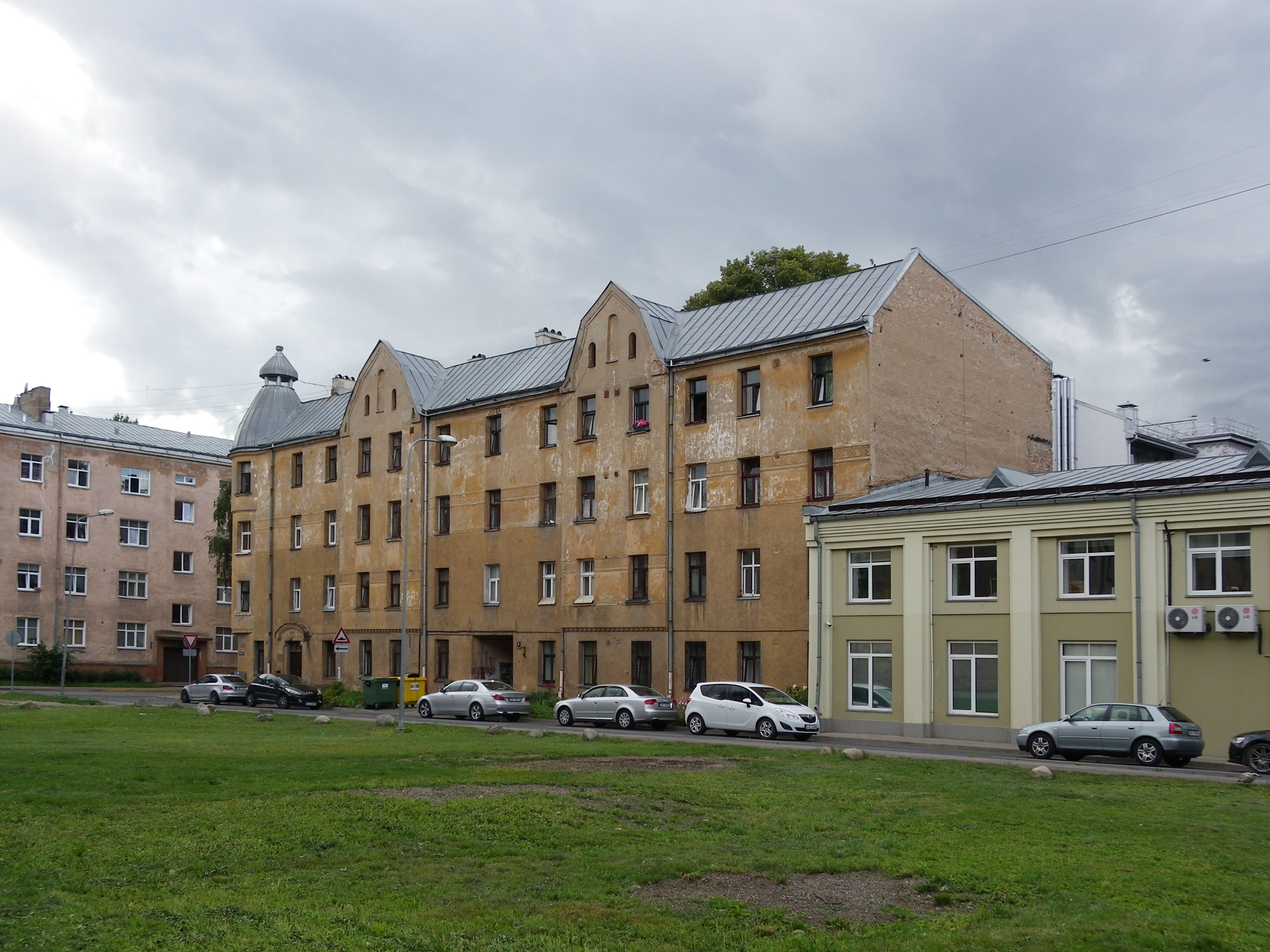
Дом № 1
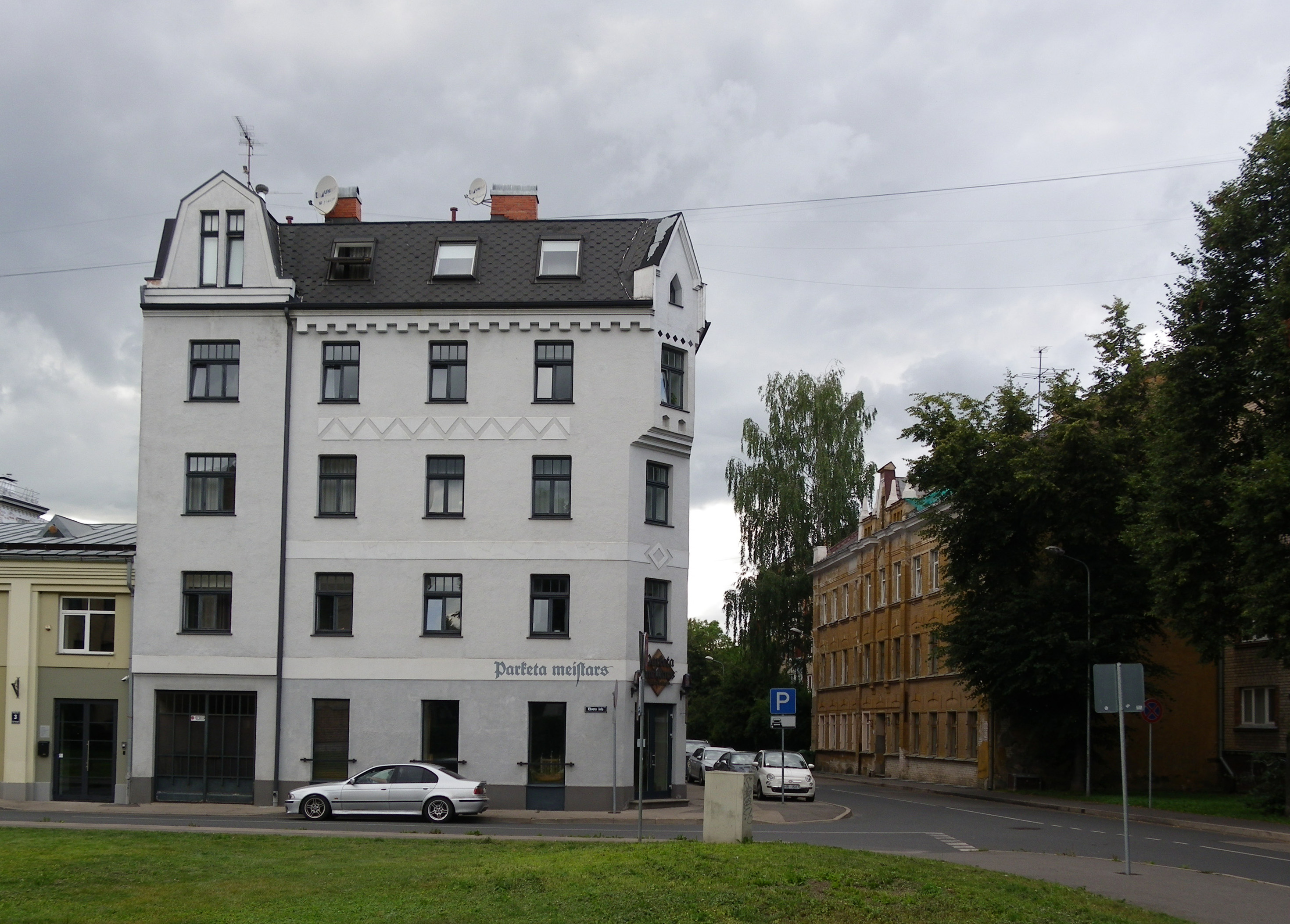
Пересечение с ул. Хуго Целминя